# Bob Burgess
Pour les articles homonymes, voir Burgess.

a Compétitions nationales et continentales officielles uniquement.

b Matchs officiels uniquement.
Dernière mise à jour le 10 mars 2023.
 Robert Edward Burgess, né le 26 mars 1949 à New Plymouth (Nouvelle-Zélande), est un ancien joueur de rugby à XV qui a joué avec l'équipe de Nouvelle-Zélande. Il évoluait comme demi d'ouverture (1,75 m pour 71 kg). 

## Carrière
Il a disputé son premier test match avec l'équipe de Nouvelle-Zélande le 26 juin 1971, à l’occasion d’un match contre les Lions britanniques. Il dispute son dernier test match contre l'équipe de France le 10 février 1973. 
De 1973 à 1975 il a joué avec le Lyon olympique universitaire. Il retourne ensuite à Palmerston North (Nouvelle-Zélande) en 1976 où il devint entraîneur jusqu'en 1981. Homme de convictions, il a milité contre la tournée de l'équipe d'Afrique du Sud lorsque ce pays pratiquait l'Apartheid.

## Palmarès
- Nombre de test matchs avec les Blacks :  7
- Nombre total de matchs avec les Blacks : 30
- Test matchs par année : 3 en 1971, 2 en 1972, 2 en 1973